# Ação de grupo contínua
Uma ação contínua (AO 1945: acção), em topologia, de um grupo G num espaço topológico X é um homomorfismo de G no grupo dos homeomorfismos de X tal que a correspondente função {\displaystyle G\times X\to X} é contínua.

## Acção de um grupo topológico
Se G é um grupo topológico, uma acção de G sobre um espaço topológico X é uma aplicação contínua {\displaystyle \phi :G\times X\to X} tal que:
i){\displaystyle \phi (e,x)=x,\forall x\in X}
ii){\displaystyle \phi (g,\phi (h,x))=\phi (gh,x),\forall g,h\in G,\forall x\in X}

### Notação
Algumas notações são empregadas para representar a acção de G sobre X.
- g . x, sendo g elemento de G e x elemento de X
- {\displaystyle \phi (g)\,} como sendo a função {\displaystyle \phi (g):X\to X\,}, definida por {\displaystyle \phi (g)(x)=\phi (g,x)\,} (este tipo de transformação de uma função binária em uma função unária cujo resultado é outra função unária se chama currying).

## Órbitas
A órbita de um elemento {\displaystyle x\,\!} de {\displaystyle X\,\!} é a classe de equivalência de {\displaystyle x\,\!}, com respeito à relação de equivalência {\displaystyle \sim } determinada por {\displaystyle x\sim y} se existir {\displaystyle g\in G} tal que {\displaystyle y=g(x)\,\!}, onde {\displaystyle g(x)\,\!} representa a imagem de {\displaystyle x\,\!} pelo homeomorfismo de {\displaystyle X\,\!} associado a {\displaystyle g\,\!}.

## Quociente
O quociente de um espaço topológico X por um grupo G, que se representa por X/G, é o conjunto das órbitas, com a topologia quociente.

## Exemplos
- A acção {\displaystyle \phi \,\!} de {\displaystyle \mathbb {Z} } sobre {\displaystyle \mathbb {R} } definida por {\displaystyle \phi (n)(x)=x+n\,\!} tem por quociente o círculo {\displaystyle \mathbb {S} ^{1}}.
- A acção {\displaystyle \phi \,\!} de {\displaystyle \mathbb {Z} \times \mathbb {Z} } sobre {\displaystyle \mathbb {R} \times \mathbb {R} } definida por {\displaystyle \phi (m,n)(x)=(x+m,y+n)\,\!} tem por quociente um toro.